# River Westend
River Westend är ett vattendrag i Storbritannien.   Det ligger i riksdelen England, i den centrala delen av landet, 240 km nordväst om huvudstaden London.